# Jesolo
Jesolo [ˈjɛːzolo] este un oraș cu 25 625 de locuitori (31 decembrie 2013), situat pe coasta italiană a Mării Adriatice în provincia Veneția, regiunea Veneto, la aproximativ 16 km nord-est de Veneția.

## Cultură și obiective turistice

### Farul
Farul din Jesolo are 48 m înălțime și a fost construit între anii 1948-1950 pe locul vechiului far din anul 1840. Deși acesta se află pe aria municipiului Cavallino-Treporti pe malul de vest al râului Sile, el poartă numele Farul din Jesolo.

### Site-uri arheologice
- Zona arheologică în partea de nord a orașului Jesolo cu resturi de ziduri din epoca romană
- Torre Caligo
- Biserica Santa Maria Assunta

### Muzee, biblioteci și galerii
- Muzeul Civic de Istorie Naturală
- Aquarium Reptilarium

### Parc de distracții
- Aqualandia, parc acvatic

## Economie și infrastructură

### Turism

Farul din Jesolo

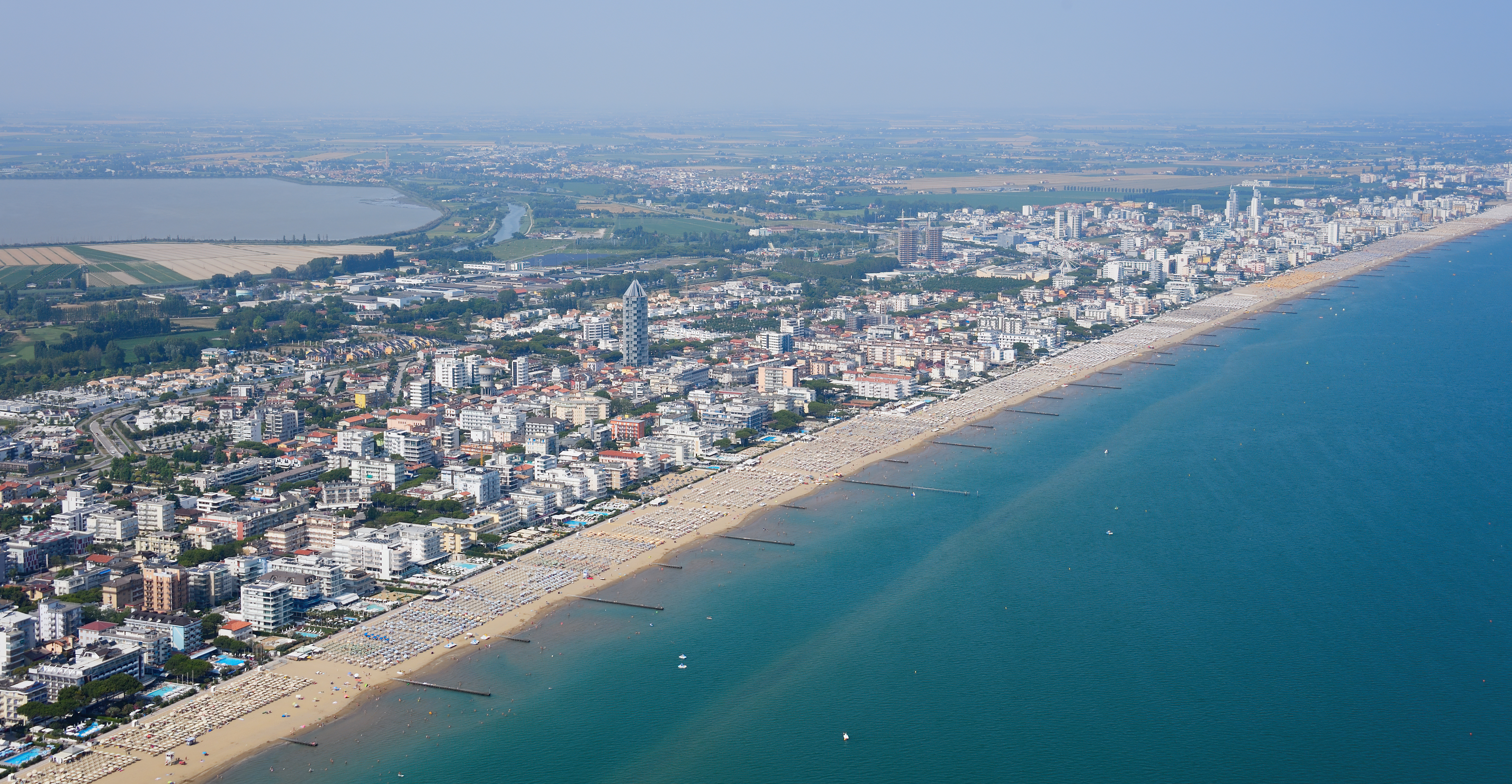
Plaja Lido di Jesolo, cu numeroasele instituții și resorturi

Bază economică a orașului Jesolo este turismul. De-a lungul părții de sud a lagunei se găsesc numeroase campinguri și hoteluri. Plaja orașului pe partea de est se numește „Lido di Jesolo” și se întinde 15 km. La apogeul popularității sale, Jesolo găzduia 6,5 milioane de turiști pe an. Concurența din noile orașe stațiune a redus numărul în ultimii ani. În 2020, din cauza pandemiei de COVID-19, Jesolo a înregistrat aproximativ 3,5 milioane de nopți, ocupându-se pe locul al doilea în rândul plajelor italiene.

### Transport
Prin Jesolo trec două străzi: SP 43 Portegrandi-Jesolo și SP 42 Jesolana San Michele al Tagliamento-Jesolo. Autostrada A4 se află la aproximativ 20 de kilometri. Cea mai apropiată stație de cale ferată este San Donà di Piave. Cel mai apropiat aeroport internațional este Aeroportul Marco Polo din Veneția. Aeroportul Treviso este situat, de asemenea, în apropiere.

## Demografie
Jesolo - evoluția demografică

0500010.00015.00020.00025.0001871190119211936196119812001populațiePopulația istorică din Jesolo
Date: Recensăminte sau birourile de statistică - grafică realizată de Wikipedia